# Cossus cossus
Cossus cossus és una espècie de lepidòpter ditrisi de la família dels còssids (Cossidae). És una arna que es troba a gairebé tot Europa. L'eruga es diu corc vermell del tronc, ja que menja fusta.

## Descripció
L'adult té un cos gruixut amb una envergadura de 68–96 mm. És l'espècie més grossa de la família Cossidae. Les ales són de tons marronosos o grisencs amb estries fosques imitant l'escorça d'alguns arbres. Aquest fet ajuda a la seva mimetització en els seus hàbitats natural. L'insecte adult vola entre l'abril i l'agost segons la latitud. L'imago és incapaç d'alimentar-se, per tant només pot viure uns pocs dies.

## Història natural
L'eruga o corc és xilòfaga, és a dir que menja fusta. Triga de tres a quatre anys a transformar-se en crisàlide. S'alimenta preferentment de la fusta i branques d'arbres dels següents gèneres: Alnus, Betula, Castanea, Citrus, Cydonia, Fagus, Fraxinus, Juglans, Malus, Olea, Populus, Prunus, Pyrus, Quercus, Salix, Sorbus, Ulmus i Vitis.

## Galeria

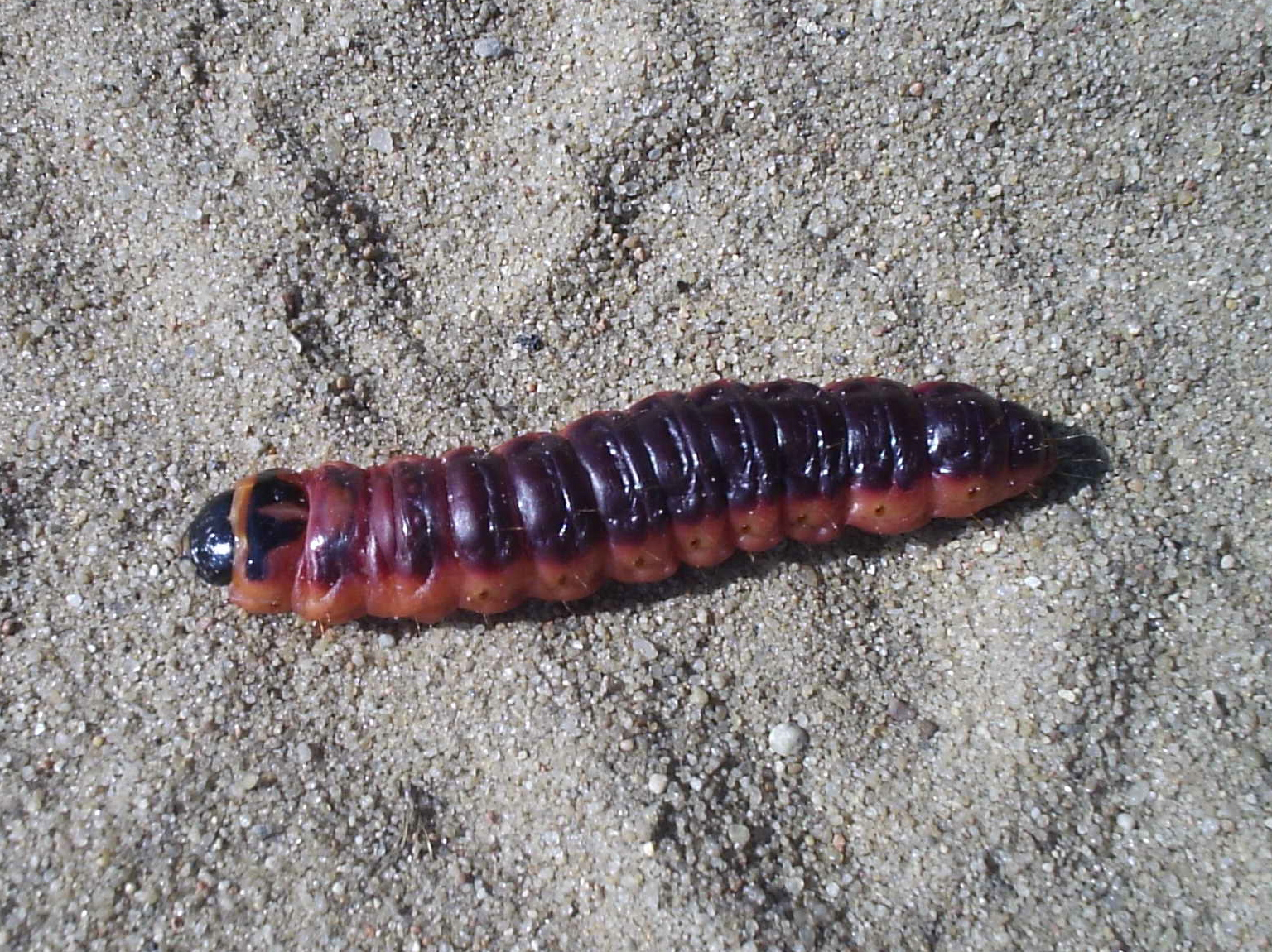
Corc
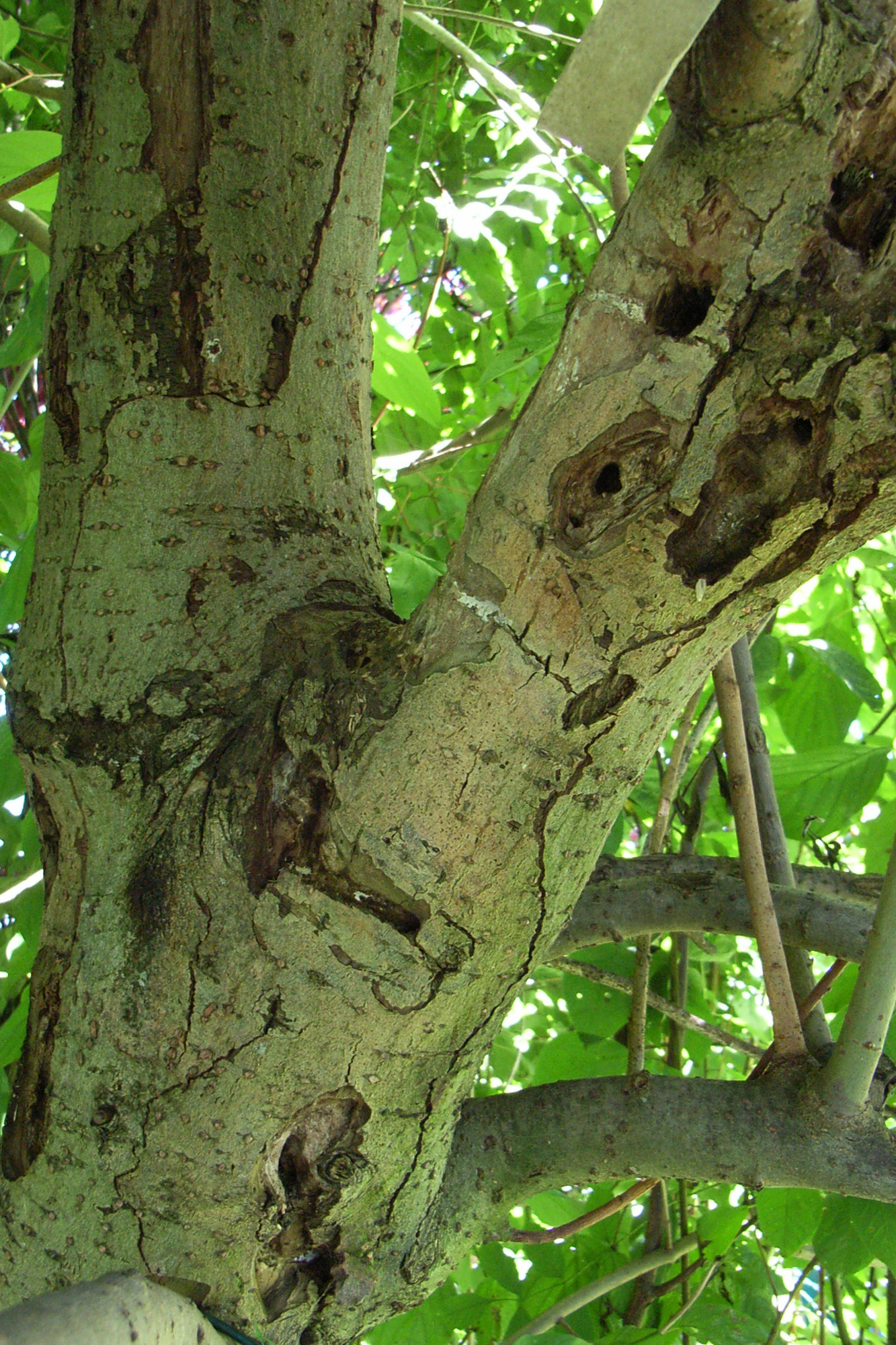
Erugues en un salze
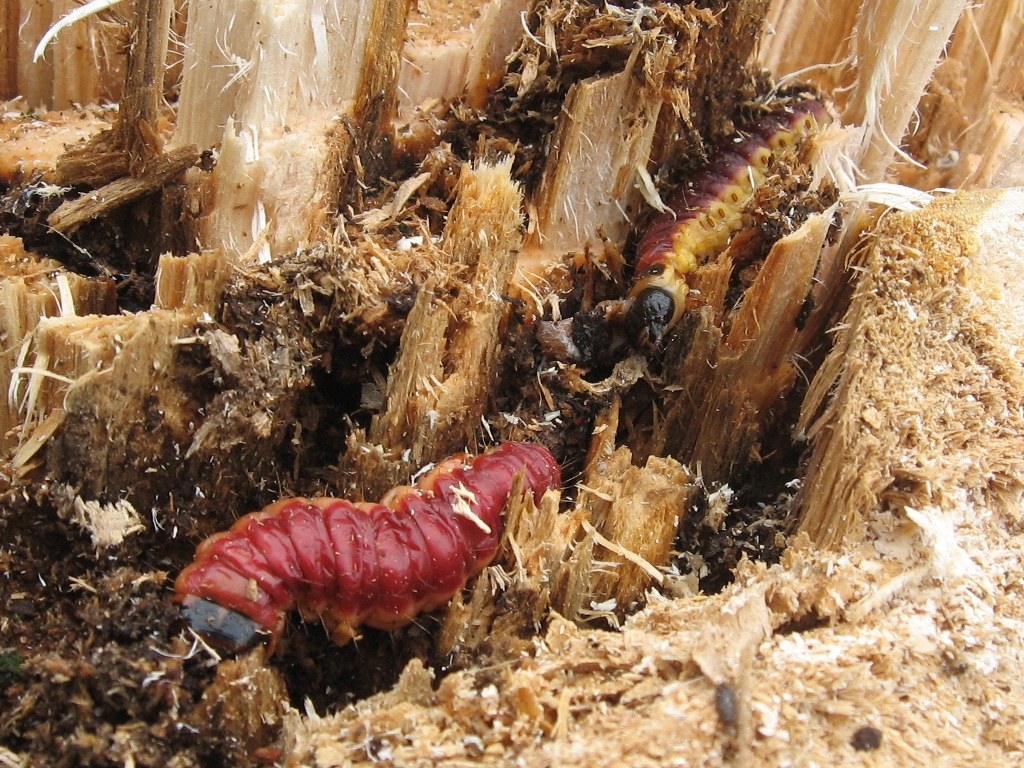
Erugues
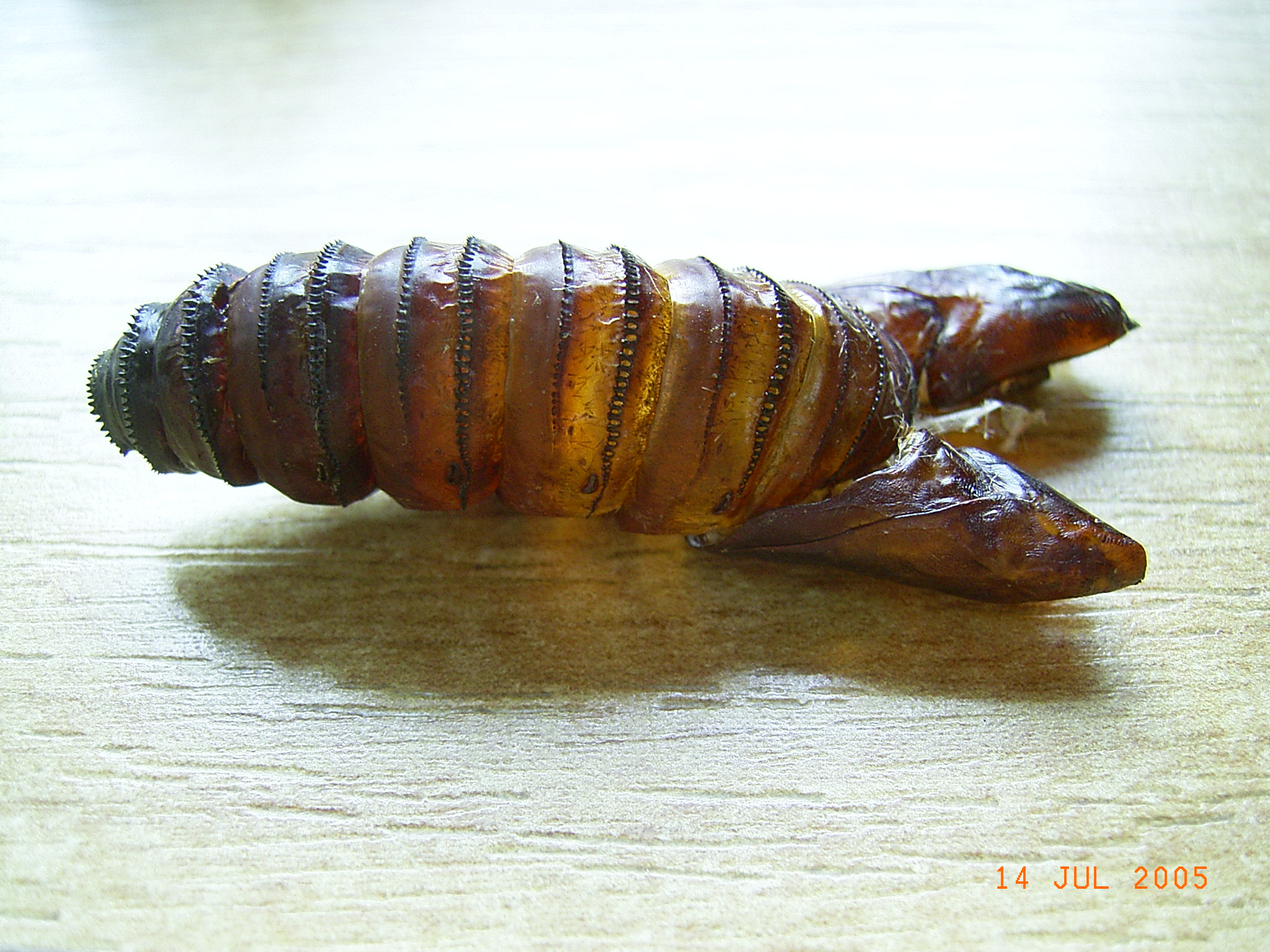
Exuvia
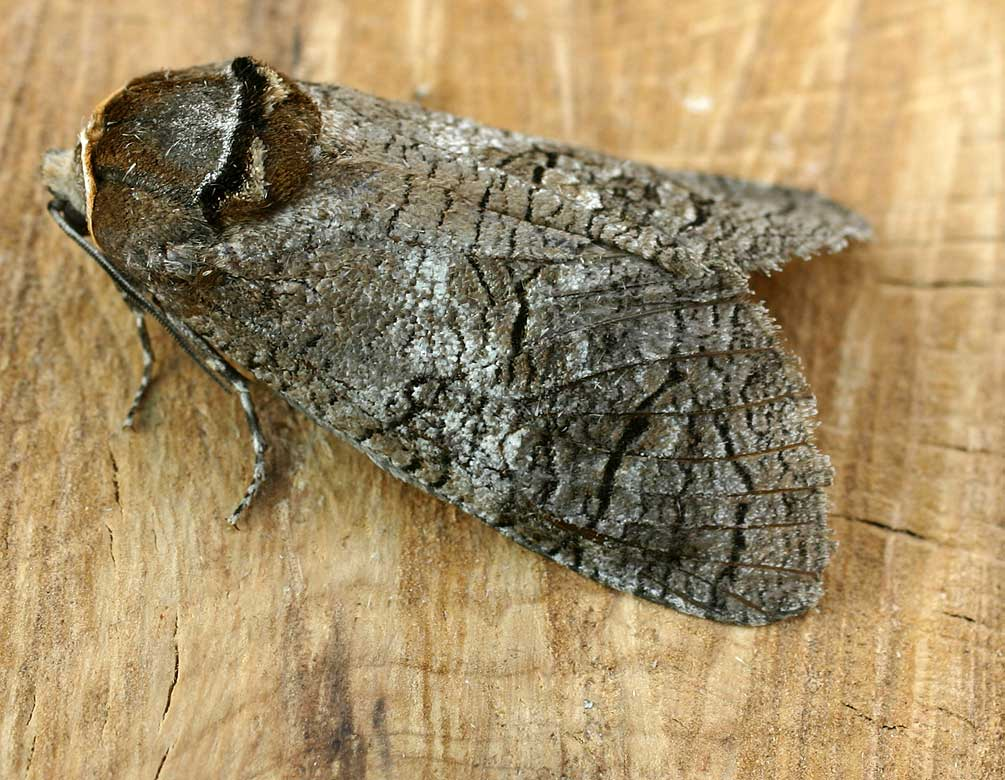
Papallona adulta reposant
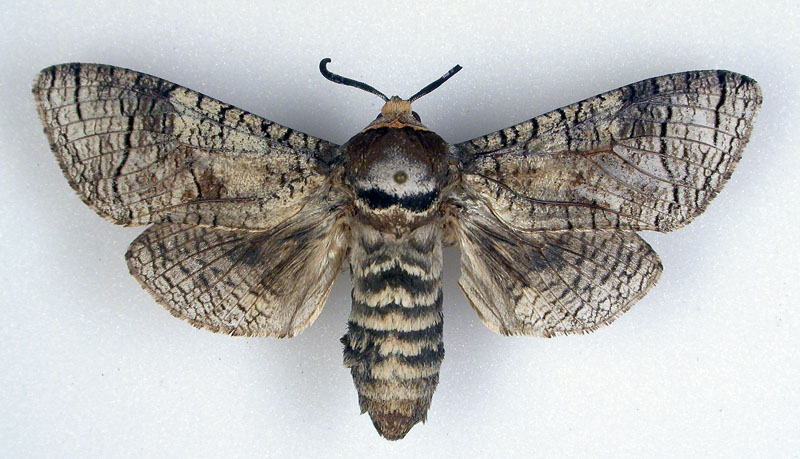
Papallona adulta